# Teniente de alcalde
En el sistema político-administrativo español, un teniente de alcalde o vicealcalde es un concejal de un ayuntamiento al que elige el alcalde del mismo, en uso de las facultades que le atribuye la ley, es miembro de la Junta de Gobierno con voz y voto. Además, posee la capacidad legal para sustituir al alcalde en los supuestos que determina la legislación, básicamente en caso de enfermedad, ausencia, dimisión o fallecimiento, en estos dos últimos mientras se procede a la elección por el pleno del nuevo alcalde.
Se trata de una persona que ayuda al alcalde y que participa en todas las decisiones importantes del Ayuntamiento, siendo el segundo en orden protocolario tras el alcalde.

## Nombramiento
Los nombramientos se harán mediante resolución del alcalde, de la que se dará cuenta al pleno en la primera sesión que celebre, notificándose, además, personalmente a los designados, y se publicarán en el BOP, sin perjuicio de su efectividad desde el día siguiente a la firma de la resolución por el alcalde. Exige la aceptación del nombrado.
En los municipios con Junta de Gobierno local el número de tenientes de alcalde no podrá exceder del número de miembros de aquella. Donde no exista, no podrá exceder el tercio del número legal de miembros de la corporación municipal.

## Cese
La condición de teniente de alcalde se pierde por renuncia, cese decretado por el alcalde, o pérdida de la condición de miembro de la Junta de Gobierno.